# 柳田インターチェンジ
柳田インターチェンジ（やないだインターチェンジ）は、石川県羽咋市柳田町にあるのと里山海道のインターチェンジである。

## 概要
本線上の案内標識には、かつて存在した奥能登地区の鳳至郡柳田村（現在の鳳珠郡能登町）との混同を避けるため、羽咋市 柳田と標示されている。起点の千鳥台交差点から当ICまでは4車線（片側2車線）、当ICから穴水方面は2車線（片側1車線）で整備されている。

## 歴史
- 1973年（昭和48年）
  - 7月21日 - 能登海浜道路の高松IC - 当IC間が開通[5]。
  - 7月22日 - 供用開始[1][3][4][6]。供用開始当初は暫定2車線で[2][7]、6時から22時までが通行可能時間帯として指定（深夜は通行禁止）[2]。
- 1982年（昭和57年）
  - 9月13日 - 路線名を「能登有料道路」に変更[4]、同道路のインターチェンジとなる。
  - 11月17日 - 能登有料道路の当IC - 徳田大津IC間が開通[4][8][9]、これに伴い能登有料道路が全線開通[4]。
- 1994年（平成6年）8月11日 - 白尾IC - 当IC間が4車線化[4]。
- 2013年（平成25年）3月31日 - 能登有料道路が無料化されたことに伴い、のと里山海道のインターチェンジとなる[4]。

## 道路
- E86 のと里山海道

## 接続道路
- 国道249号
- 石川県道2号七尾羽咋線
  - いずれも猫の目交差点で接続している。

## 周辺
- 気多大社
- 妙成寺
- 正覚院
- 国立能登青少年交流の家
- 休暇村能登千里浜

## 隣
E86 のと里山海道
千里浜IC - 柳田IC - 上棚矢駄IC